# 규사
《규사》(葵史)는 우리 나라의 역대 서얼들의 행적 및 그들이 조정에 올린 장주(章奏)들을 모아 편찬한 책이다. 철종 9년(1858년)에 대구의 유림들이 조광조(趙光祖)와 이이(李珥)를 추모하기 위해 만든 달서정사(達西精舍)에서 간행했으며, 현재 서울대학교 규장각에 목판본이 소장되어 있다. 편자는 미상이며 2권 2책으로 이루어져 있다.
책 이름의 '규(葵)'는 '해바라기'라는 뜻으로, 선조(宣祖)의 비답(批答) 가운데 "해바라기가 해를 바라봄에는 본가지나 곁가지가 다름이 없듯, 임금에게 충성하는 데에도 적자나 서얼이 다르지 않다(葵藿向日 不擇旁枝 人臣顯忠 豈必正嫡)"는 구절에서 딴 것이다.
1권에서는 태종(太宗) 13년(1413년) 이래 서얼이 벼슬에 오르지 못하게 된 사정을 기록하고 있으며, 광해군 5년(1613년) 칠서(七庶)의 옥으로 더욱 벼슬길이 막히게 되었고 숙종조에 송시열(宋時烈)·박세당(朴世堂)·김수항(金壽恒) 등이 인재 등용을 이유로 서얼의 관직 진출을 허용하자고 주장했으나 실현을 보지 못했음을 지적하고 있다. 2권에서는 순조 23년(1823년) 7월에 육도(六道) 유생들이 올린 만인소(萬人疏)인 계미헌의(癸未獻議)를 비롯해 헌종(憲宗) 14년(1848년) 11월의 만인소, 철종 원년(1850년) 3월의 삼도(三道) 유생들의 상소를 기록하면서, 서얼에 대한 차별 금지를 외쳤던 율곡 이이를 기리는 서원(書院)을 세우자는 통문(通文)을 싣고 있다.
권말 부록에는 《규사현인록》(葵史賢人錄)이라 하여, 고려의 정문배(鄭文培) 등 두 명으로부터 조선의 양사언(楊士彦)·송익필(宋翼弼) 등 서얼 출신 56명의 사적을 약전(略傳)으로 기록하는 한편, 추록에는 이덕무(李德懋) 등 6명의 사적도 상세히 기록하였다.(조선의 인물로서는 이덕무가 가장 마지막으로 수록되어 있다.) 권말에 '기미(1859년) 계동(季冬) 달서개간(達西開刊)'이라는 문구를 통해 간행년도와 편찬 장소를 알 수 있다. 조선 후기 신분제 사회가 점차 변모해가는 모습을 살펴볼 수 있다.

## 자료 출처
- 이이화, 『한국사 이야기』13권, p195.
- 신병주, 『규장각에서 찾은 조선의 명품들』p.390
- 규장각한국학연구원
- 한국역사정보통합시스템(한국학중앙연구원) - 규사(본문)